# مانويل ستايتز
مانويل ستايتز (بالألمانية: Manuel Steitz)‏ (و. 1994  م) هو ممثل ألماني، ولد في ميونخ.

## وصلات خارجية
- مانويل ستايتز على موقع IMDb (الإنجليزية)
- مانويل ستايتز على موقع ألو سيني (الفرنسية)
- مانويل ستايتز على موقع أول موفي (الإنجليزية)
- مانويل ستايتز على موقع قاعدة بيانات الفيلم (الإنجليزية)
- مانويل ستايتز على موقع كينوبويسك (الروسية)